# 卡皮蒂尼亚诺
卡皮蒂尼亚诺（義大利語：Capitignano），是意大利阿奎拉省的一个市镇。总面积30.62平方公里，人口676人，人口密度22.1人/平方公里（2009年）。ISTAT代码为066021。